# Arnimplatz
Der Arnimplatz ist ein fast quadratischer Stadtplatz mit Parkanlage im Berliner Bezirk Pankow, Ortsteil Berlin-Prenzlauer Berg. Er wurde 1903 nach Achim von Arnim benannt und ist ein Berliner Gartendenkmal.

## Lage und Erschließung

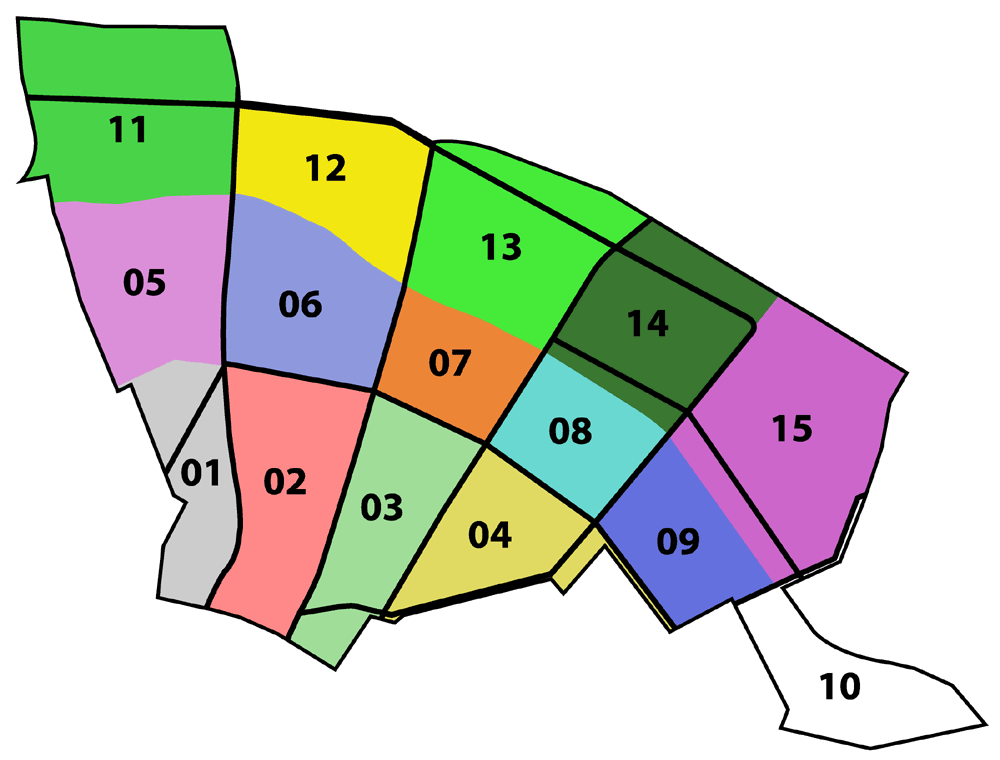
Arnimplatz als Region 11 innerhalb des Ortsteils Prenzlauer Berg

Der Platz entstand gleichzeitig mit der Bebauung des Wohngebiets, die überwiegend im Gründerzeitstil errichtet wurde und ist durch eine Blockrandbebauung gekennzeichnet. Er wird von Süden durch die Hauptverkehrsachse der Schivelbeiner Straße erschlossen, die zum parallelen Straßenzug der Berliner Ringbahn gehört. Zwischen Schönhauser Allee und Driesener, am südlichen Platzrand entlang, gab es anfangs eine Straßenbahnlinie zur Erschließung.
Seine zentrale Lage führte dazu, dass er als Namensgeber für den Planungsraum 26 - Arnimplatz in der Bezirksregion XI – Prenzlauer Berg – Nordwest gewählt wurde.

## Planungsraum Arnimplatz
Der Planungsraum – auch Sozialraum/Kiez Arnimplatz bzw. Nordisches Viertel – wird im Westen und Süden durch die Gleisanlagen der S-Bahn Berlin Berlin begrenzt. Im Norden bildet die frühere Berliner Stadtgrenze, seit 1920 die Grenze zum Ortsteil Berlin-Pankow den Abschluss, wobei der Verlauf der Bornholmer Straße eine Unterbrechung darstellt. Im Osten bildet die Schönhauser Allee als Teilstück der Bundesstraße 96a die Grenze.

## Geschichte
Gemäß den Richtlinien für die Wohnbebauung in Berlin, die der Polizeipräsident Ende des 19. Jahrhunderts erlassen hatte, war wegen der Brand- und Sicherheitsschutzbestimmungen eine Fläche freizuhalten. Auf dem Bebauungsplan trug er nur den Namen einer angrenzenden Planstraße (Straße H/1, Abt. XI). Bereits am 15. September 1903 erhielt der Platz seinen Namen nach Achim von Arnim, dessen Familie in Berlin wohnte.
Auf Beschluss der Berliner Stadtverordnetenversammlung wurden diese einfachen Freiflächen durch namhafte Gartengestalter unter Verwendung von Büschen, Blumen und Bäumen sowie durch Einbindung von Denkmälern bzw. Springbrunnen zu Schmuckplätzen umgestaltet. Für die hier dargestellte Freifläche mit den Seitenlängen von rund 152 Meter × 150 Meter lieferte Hermann Mächtig Pläne, die bis 1907 realisiert wurden. Durch diagonale parallel verlaufende Hauptwege wird der Platz in vier Dreiecke aufgeteilt. Im westlichen Dreieck befindet sich ein Spielplatz für Kleinkinder, an dessen westlichem Rand das Transformatorenhaus von Hans Heinrich Müller steht. Im südlichen Dreieck befinden sich Spielflächen für Ballspiele. Dia anderen Dreiecke sind gärtnerisch gestaltet.

## Kunst
Zentrales Element auf dem Platz ist das Denkmal für Achim von Arnim mit seiner Frau Bettina von Arnim des Künstlers Michael Klein.

## Baudenkmale
- Mietshäuser in der Schivelbeiner Straße Nr. 23, 42–47 (1903–1905) sowie Schönfließer Straße Nr. 5, 6 und 7
- Transformatorenstation (Netzstation) des Architekten Hans Heinrich Müller am westlichen Rand des Platzes[2]